# Микільське (Полтавський район)
Микі́льське — село в Україні, у Терешківській сільській громаді Полтавського району Полтавської області. До 2018 року орган місцевого самоврядування — Микільська сільська рада.

## Географія
Село Микільське розташоване за 5 км від річки Ворскла, прилягає до села Цибулі, за 0,5 км від села Мале Микільське та 1 км від сусідніх сіл Марківка та Ваці. До села прилягає великий лісовий масив (сосна). У південній частині села тече річка Тарапунька (Істок) — ліва притока річки Ворскла. Поруч проходять автошлях територіального значення Т 1702 та залізнична лінія Полтава-Південна — Берестин, на якій знаходяться пасажирські зупинні пункти Микільське та Кашубівка.

## Історія
За даними Генерального опису Лівобережної України 1765—1769 рр. Микільське входило до складу Першої Полтавської сотні Полтавського полку. Станом на 1859 рік у власницькому та казенному селі Полтавського повіту Полтавської губернії, мешкало 562 особи (260 чоловічої та 302 — жіночої статі), налічувалось 91 домогосподарство. 1900 року село було центром Микільської волості. В цей час у селі діяли дві козацькі громади, налічувалося 104 домогосподарств та 1014 жителів, а вже у 1910 році — 216 домогосподарств та 1211 мешканців, серед них — 4 теслярі, 2 столяри, 11 кравців і 8 чоботарів.
15 серпня 2018 року, в ході децентралізації, Микільська сільська рада увійшла до складу Терешківської сільської громади. 12 червня 2020 року, відповідно до розпорядження Кабінету Міністрів України № 721-р «Про визначення адміністративних центрів та затвердження територій територіальних громад Полтавської області», затверджено склад Терешківської сільської громади.
19 липня 2020 року, в результаті адміністративно — територіальної реформи та ліквідації Полтавського району(1925—2020), село увійшло до складу новоутвореного Полтавського району.

## Населення
За переписом населення України 2001 року в селі налічувалось 587 осіб.

## Мова
Мовний склад села за даними Всеукраїнського перепису населення 2001 року:
| Мова       | Кількість, осіб | Відсоток |
| ---------- | --------------- | -------- |
| українська | 553             | 94,21    |
| російська  | 23              | 3,92     |
| білоруська | 2               | 0,34     |
| вірменська | 8               | 1,36     |

## Об'єкти соціальної сфери
В селі розташований Микільський навчально-реабілітаційний центр Полтавського району Полтавської обласної ради.

## Пам'ятники
У 1967 році в селі встановлений пам'ятник Тарасові Шевченку.

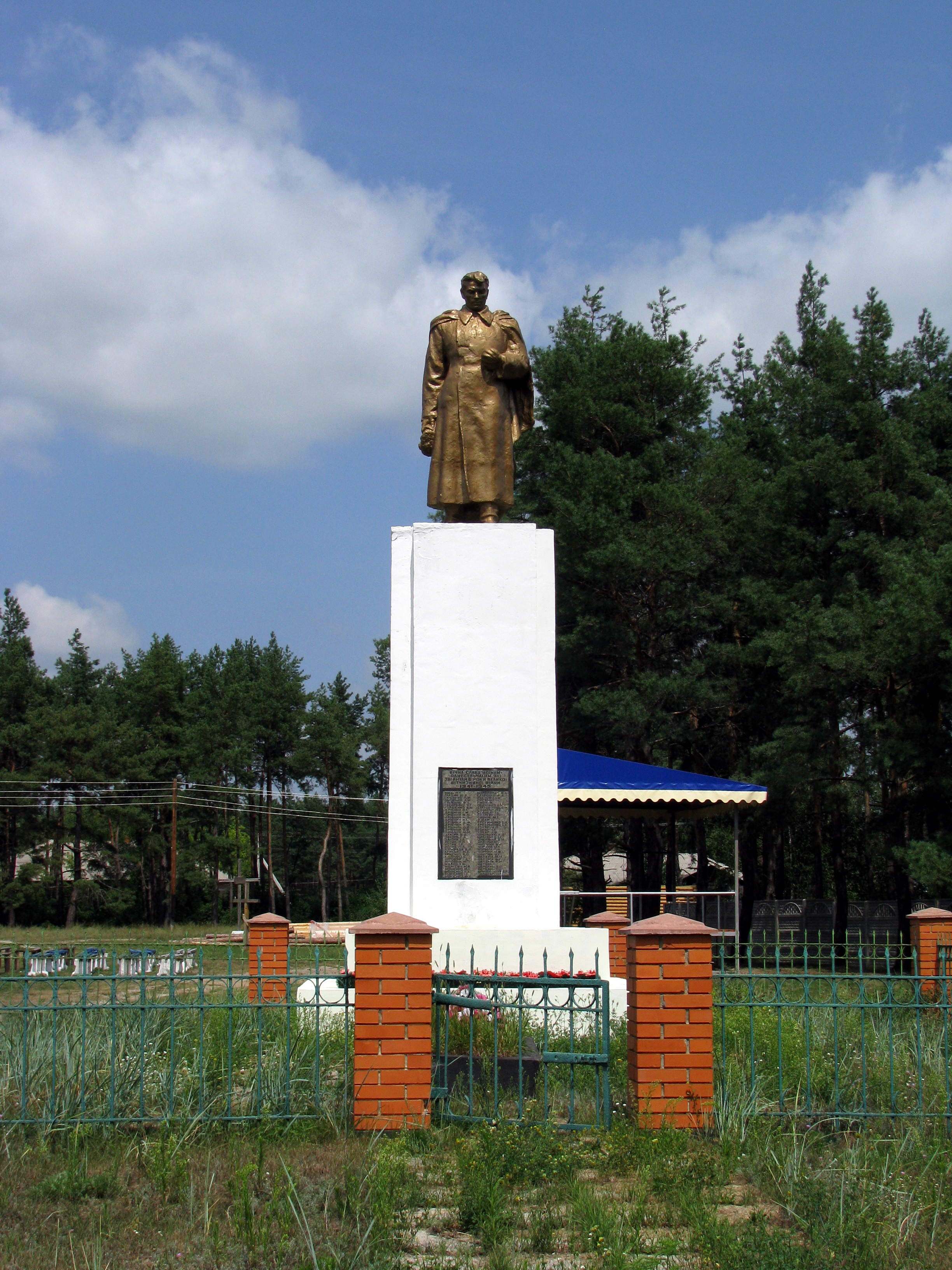
Військовий меморіал

Пам'ятні знаки на братській могилі радянських воїнів, загиблих у 1943 році в боях під час визволення села від німецької окупації, і на честь 152-х воїнів-односельців, які полягли на фронтах німецько-радянської війни.

## Відома особа
Уродженка села:
- Тищенко Марія Олексіївна — український скульптор.